# Holding Absence
Holding Absence ist eine britische Post-Hardcore-Band aus Cardiff, Wales. Die Band wurde 2015 gegründet.

## Geschichte
Holding Absence wurde im Jahr 2015 von dem Sänger Zac Vernon, den beiden Gitarristen Giorgio Cantarutti und Feisal „Fez“ El-Khazragi, dem Bassisten James Joseph sowie dem Schlagzeuger Ashley Green gegründet. Kurze Zeit später verließ Vernon die Band und Lucas Woodland übernahm den Sängerposten. Bereits ein Jahr nach der Gründung nahm das US-amerikanische Label SharpTone Records Holding Absence unter Vertrag. In den ersten beiden Jahren veröffentlichte die Band lediglich mehrere einzelne Singles und traten 2017 auf dem Download-Festival auf, ehe im Februar 2018 eine Split-EP mit der englischen Nu-Metal-Band Loathe über SharpTone Records veröffentlicht wurde.
Gemeinsam mit Loathe absolvierte das Quintett ihre erste Europatour. Im Juni begleitete die Band Being as an Ocean auf deren Europatour. Eine Woche vor Beginn dieser Tournee spielte die Band auf dem Slam Dunk Festival. Giorgio Cantarutti und Feisal El-Khazragi verließen die Band und wurden durch Chris Smitheram und Scott Carey ersetzt. Am 8. März 2019 erschien schließlich das nach der Band betitelte Debütalbum über SharpTone. Die Gruppe begleitete Being as an Ocean und Counterparts auf deren Europatour im April 2019. Im Herbst 2019 mussten Holding Absence ihre Teilnahme an einer Nordamerika-Tournee im Vorprogramm von Beeing as an Ocean absagen, da die Musiker keine Visa erhielten. Eine für 2020 geplante Headliner-Tournee durch Europa musste wegen der COVID-19-Pandemie abgesagt werden.
Am 16. April 2021 veröffentlichte die Band ihr zweites Studioalbum The Greatest Mistake of My Life, welches Platz 90 der britischen Albumcharts erreichte. Zuvor gab die Band die freundschaftliche Trennung vom Bassisten James Joseph bekannt. Sein Nachfolger wurde Benjamin Elliot. Am 25. August 2023 folgte das dritte Studioalbum The Noble Art of Self Destruction, welches Platz 67 der britischen Albumcharts erreichte. Bei den Heavy Music Awards 2024 wurden Holding Absence als beste britische Liveband ausgezeichnet.

## Stil
Auf der Split-EP This Is as One, bei der Holding Absence mit drei Stücken vertreten ist, wird die Musik als „leicht angeproggter Post-Rock“ beschrieben, dessen Klang flirrend und sehr melodisch wirkt. Der Gesang von Lucas Woodland driftet dabei lediglich leicht in den Schreigesang ab. Zudem spielt die Gruppe keine schnelle, sondern eine sehr beruhigend wirkende Musik.
Woodlands Gesang wird darüber hinaus auch als eine klar und emotional getragene Stimme beschrieben, welche sich mit seinem leidend wirkenden Screamings abwechselt. Auf dem Debütalbum wird die Musik als Metalcore bezeichnet. Die Refrains werden als „stürmisch“ umschrieben, die oftmals von sanften und ruhigen Passagen und noch zarterem Gesang umgeben sind, wodurch sich phasenweise fast sphärische Melodien entwickeln, bedrückend schwer und melancholisch wirken und teilweise im Kontrast zum intensiven Schlagzeugspiel stehen. Lyrisch greifen die Musiker auf ihrem Debütalbum Themen wie Verlust, gescheiterte Liebesbeziehungen und Hoffnungslosigkeit auf.
Das US-amerikanische Onlinemagazin Loudwire führte Holding Absence im April 2019 auf einer Liste der 16 Bands, die derzeit im Vereinigten Königreich Rockmusik definieren.

## Diskografie

### Alben
| Jahr | Titel Musiklabel                                    | Höchstplatzierung, Gesamtwochen, AuszeichnungChartsChartplatzierungen (Jahr, Titel, Musiklabel, Platzierungen, Wochen, Auszeichnungen, Anmerkungen) | Anmerkungen                           |
| Jahr | Titel Musiklabel                                    | UK | Anmerkungen                           |
| ---- | --------------------------------------------------- | --- | ------------------------------------- |
| 2019 | Holding Absence SharpTone Records                   | — | Erstveröffentlichung: 8. März 2019    |
| 2021 | The Greatest Mistake of My Life SharpTone Records   | UK90 (1 Wo.)UK | Erstveröffentlichung: 16. April 2021  |
| 2023 | The Noble Art of Self Destruction SharpTone Records | UK67 (1 Wo.)UK | Erstveröffentlichung: 25. August 2023 |

### EPs
- 2018: This Is as One (Split-EP mit Loathe, SharpTone Records)
- 2022: The Lost & The Longing (mit Alpha Wolf, SharpTone Records)

### Singles
- 2015: Immerse
- 2015: Luna
- 2017: Permanent / Dream of Me
- 2017: Penance
- 2017: Heaven Knows
- 2017: Saint Cecilia
- 2019: Like a Shadow
- 2019: Perish
- 2019: You Are Everything
- 2019: Monochrome
- 2020: Gravity
- 2020: Birdcage
- 2020: Beyond Belief
- 2021: Afterlife
- 2021: In Circles
- 2021: Nomoreroses
- 2022: Aching Longing
- 2022: Coffin
- 2023: A Crooked Melody
- 2023: False Dawn
- 2023: Honey Moon
- 2023: Scissors
- 2023: Her Wings

### Musikvideos
- 2015: Immerse
- 2017: Permanent
- 2017: Dream of Me
- 2017: Penance
- 2017: Heaven Knows
- 2017: Saint Cecilia
- 2018: Everything
- 2018: Like a Shadow
- 2019: Perish
- 2019: You Are Everything
- 2019: Monochrome
- 2020: Gravity
- 2020: Beyond Belief
- 2021: Afterlife
- 2021: In Circles
- 2021: Nomoreroses
- 2022: Coffin
- 2023: A Crooked Melody
- 2023: False Dawn
- 2023: Her Wings

## Musikpreise
Heavy Music Awards
| Jahr | Kategorie                 | für                               | Resultat  |
| ---- | ------------------------- | --------------------------------- | --------- |
| 2018 | Best UK Breakthrough Band | Holding Absence                   | Nominiert |
| 2019 | Best UK Breakthrough Band | Holding Absence                   | Nominiert |
| 2022 | Best Album                | The Greatest Mistake of My Life   | Nominiert |
| 2022 | Best Production           | The Greatest Mistake of My Life   | Nominiert |
| 2022 | Best Single               | Afterlife                         | Nominiert |
| 2023 | Best UK Artist            | Holding Absence                   | Nominiert |
| 2024 | Best Album                | The Noble Art of Self Destruction | Nominiert |
| 2024 | Best UK Live Artist       | Holding Absence                   | Gewonnen  |

Kerrang! Awards
| Jahr | Kategorie                 | für             | Resultat  |
| ---- | ------------------------- | --------------- | --------- |
| 2022 | Best British Breakthrough | Holding Absence | Nominiert |